# Silberacetat
Silberacetat ist eine chemische Verbindung aus der Gruppe der Acetate mit der Konstitutionsformel Ag(CH3COO).

## Gewinnung und Darstellung
Silberacetat kann durch Reaktion von Essigsäure mit Silbercarbonat bei 45–60 °C gewonnen werden.
{\displaystyle \mathrm {2\ CH_{3}COOH+Ag_{2}CO_{3}\longrightarrow 2\ AgCH_{3}COO+\ CO_{2}\uparrow } }

## Eigenschaften
Silberacetat kristallisiert in farblosen Nadeln. Das Salz ist wenig in Wasser löslich und wie alle Silbersalze lichtempfindlich. Mit Alkyliodiden reagiert es zu Acetatestern, wie schon im 19. Jahrhundert der deutsche Chemiker Eduard Linnemann bewies.

## Verwendung
Silberacetat erzeugt in Verbindung mit Zigaretten und Tabakrauch einen unangenehmen metallischen Geschmack. Deshalb wurde versucht, die Verbindung in Form von Kaugummis oder Mundsprays zur Entwöhnung vom Rauchen einzusetzen. In Studien wurde jedoch keine signifikante Wirkung festgestellt und zusätzlich gefunden, dass eine Aufnahme von mehr als 750 mg zu Vergiftungserscheinungen führen kann.